# Annemarie Borgmann
Annemarie Borgmann (* 13. Oktober 1942 in Wuppertal) ist eine deutsche Lehrerin und ehemalige Politikerin der Partei Die Grünen.

## Leben
Borgmann machte zunächst eine Ausbildung zur Industriekauffrau und absolvierte danach ein Lehramtsstudium für die Grundschule. Von 1974 bis 1983 arbeitete sie als Lehrerin, später auch als Konrektorin, an einer Wuppertaler Grundschule.
Von 1985 bis 1987 war sie für die Partei Die Grünen im Bundestag. Nach ihrem Ausscheiden aus dem Parlament 1987 arbeitete sie wieder als Lehrerin in Wuppertal.
Borgmann ist Mitglied der Gewerkschaft Erziehung und Wissenschaft und gehört zu den nordrhein-westfälischen Gründungsmitgliedern der Grünen. 1981/82 war sie Vorstandsmitglied im Kreisverband Wuppertal, 1983 kandidierte sie im Bundestagswahlkreis Wuppertal I für den Bundestag. Von 1983 bis 1984 war sie als Nachrückerin Mitarbeiterin der Bundestagsfraktion Die Grünen, 1984/85 war sie gemeinsam mit Waltraud Schoppe und Antje Vollmer Fraktionssprecherin. Am 1. April 1985 übernahm sie im Zuge der Rotation von Christa Nickels das Abgeordnetenmandat bis zum Ende der 10. Wahlperiode im Jahre 1987. Von 1986 bis 1987 war sie erneut Fraktionssprecherin, diesmal gemeinsam mit Hannegret Hönes und Ludger Volmer bzw. Willi Hoss. In ihrer Abgeordnetenzeit war sie Mitglied der Nordatlantischen Versammlung.
Ihre inhaltlichen Arbeitsschwerpunkte waren Friedens-, Abrüstungsfragen sowie Fragen der Internationalen Solidaritätsbewegungen. Im November 1984 besuchte sie Erich Honecker mit Antje Vollmer und Dirk Schneider und unterstützte einen DDR-freundlicheren Kurs der Grünen.

## Einzelbelege
1. ↑  Hubertus Knabe: Stasi? Immer dabei. In: Die Tageszeitung: taz. 16. Oktober 1999, ISSN 0931-9085, S. 5 (taz.de [abgerufen am 13. Dezember 2022]).
2. ↑  Die Deutschlandpolitik der Grünen. 30. September 2020, abgerufen am 14. Dezember 2022 (deutsch).

| Personendaten    | Personendaten                          |
| ---------------- | -------------------------------------- |
| NAME             | Borgmann, Annemarie                    |
| KURZBESCHREIBUNG | deutsche Politikerin (Die Grünen), MdB |
| GEBURTSDATUM     | 13. Oktober 1942                       |
| GEBURTSORT       | Wuppertal                              |